# كين اوغاتا
كين اوغاتا (باليابانية: 緒形 拳 ) (و. 1937 – 2008 م) هو ممثل من اليابان. ولد في طوكيو.
توفي عن عمر يناهز 71 عاماً. بسبب سرطان الكبد.

## أعمال

### أفلام
- أنشودة ناراياما (1983)

## جوائز
حصل على جوائز منها:
- الميدالية بنفسجية الشريط  [لغات أخرى]‏ (2000)
- Japan Academy Film Prize for Outstanding Performance by an Actor in a Leading Role [الإنجليزية]‏
- جائزة أكاديمية اليابان.

## وصلات خارجية
- كين اوغاتا على موقع IMDb (الإنجليزية)
- كين اوغاتا على موقع روتن توميتوز (الإنجليزية)
- كين اوغاتا على موقع ألو سيني (الفرنسية)
- كين اوغاتا على موقع أول موفي (الإنجليزية)
- كين اوغاتا على موقع قاعدة بيانات الأفلام السويدية (السويدية)
- كين اوغاتا على موقع قاعدة بيانات الفيلم (الإنجليزية)
- كين اوغاتا على موقع كينوبويسك (الروسية)